# Ridderkerk

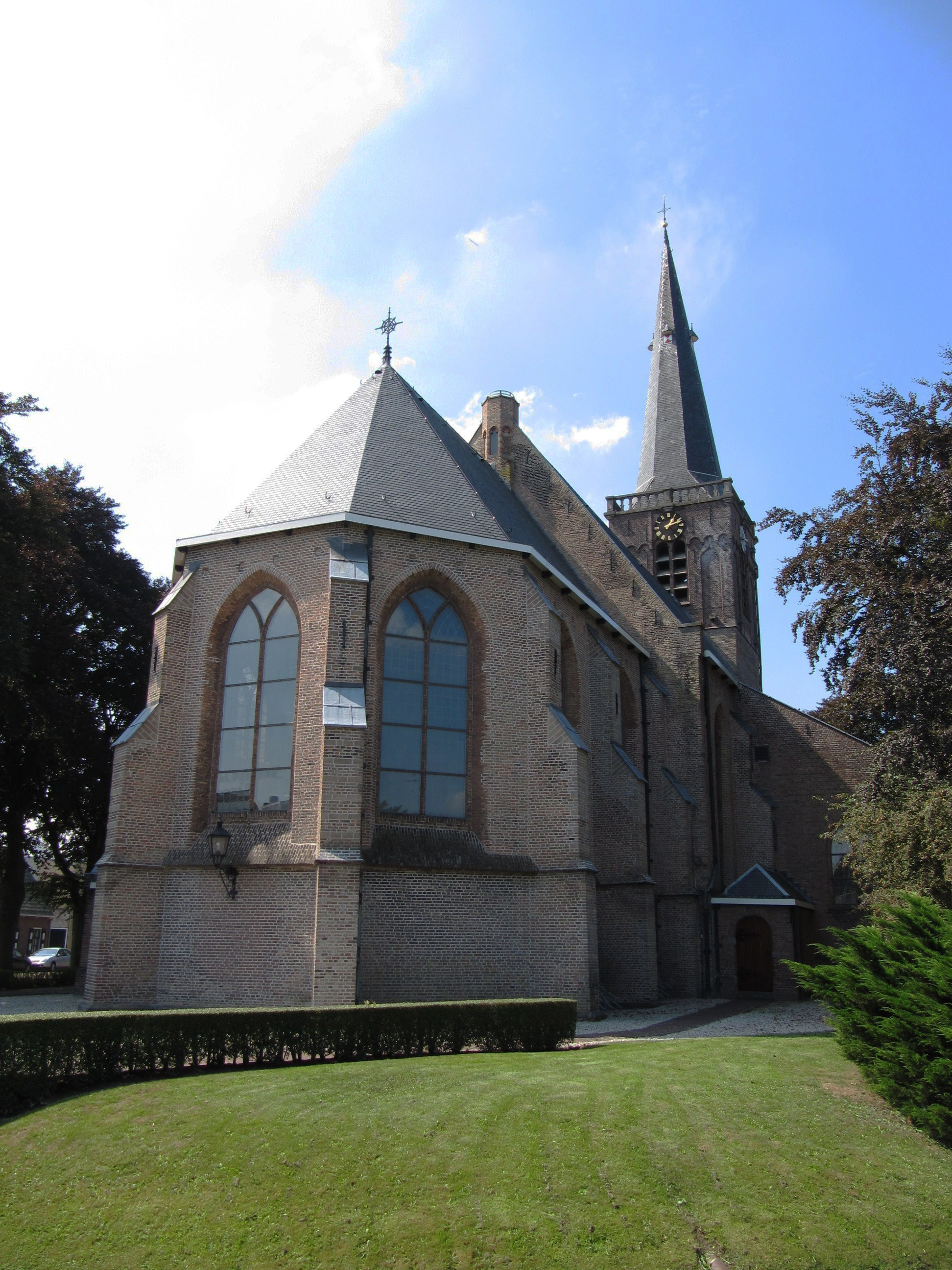
Kostel

Ridderkerk je město v Nizozemsku, v provincii Jižní Holandsko. Žije zde přibližně 47 tisíc obyvatel. Na centrálním náměstí je divadlo. Město bylo založeno v roce 1446. Ve středověku bylo území města několikrát zaplaveno. V Ridderkerku jezdí místní autobusy a lodní doprava. Vzhledem k blízkosti Rotterdamu existují plány na prodloužení tramvajové linky či metra z Rotterdamu do Ridderkerku.